# Mick Ralphs

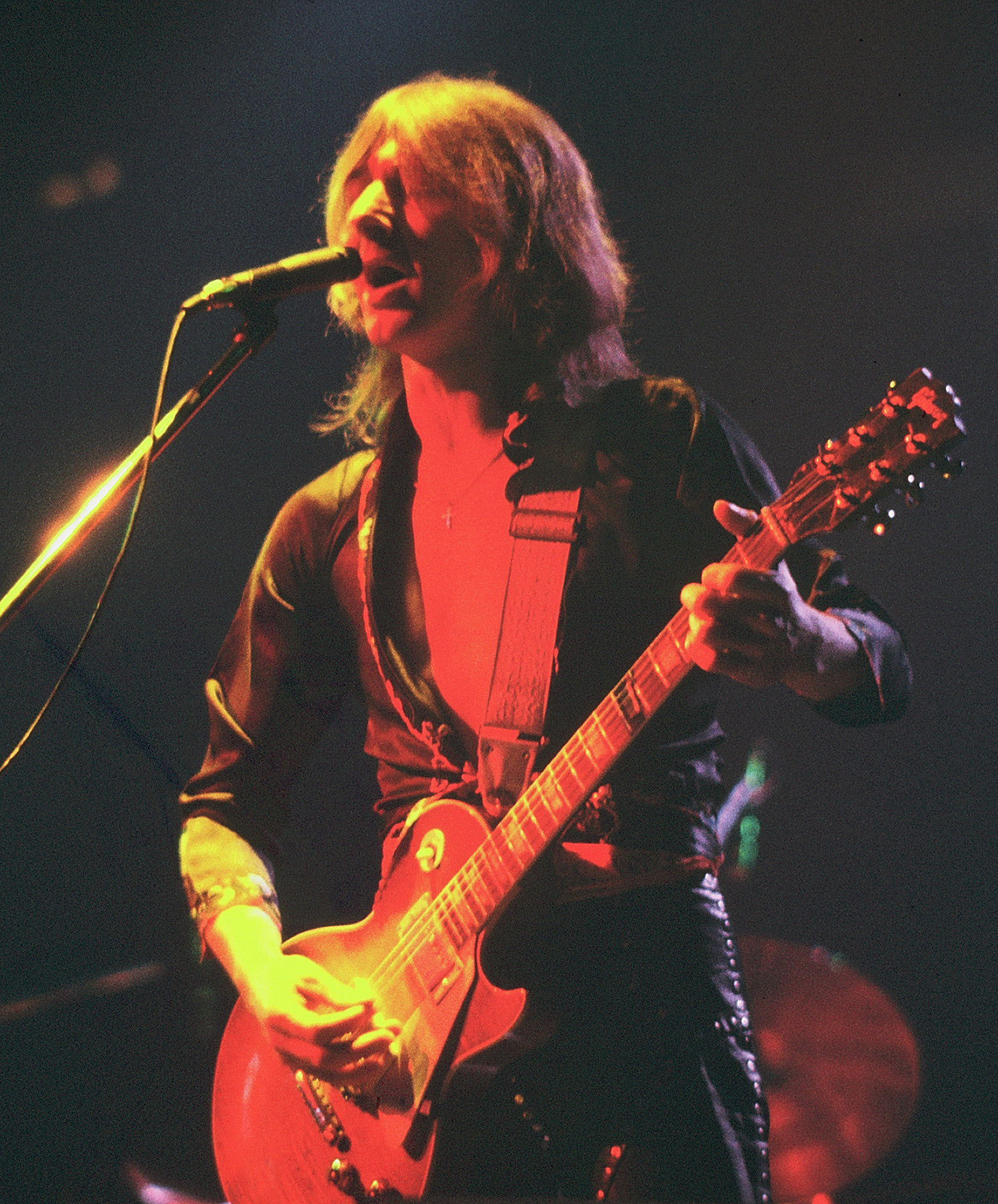
Mick Ralphs (1976)

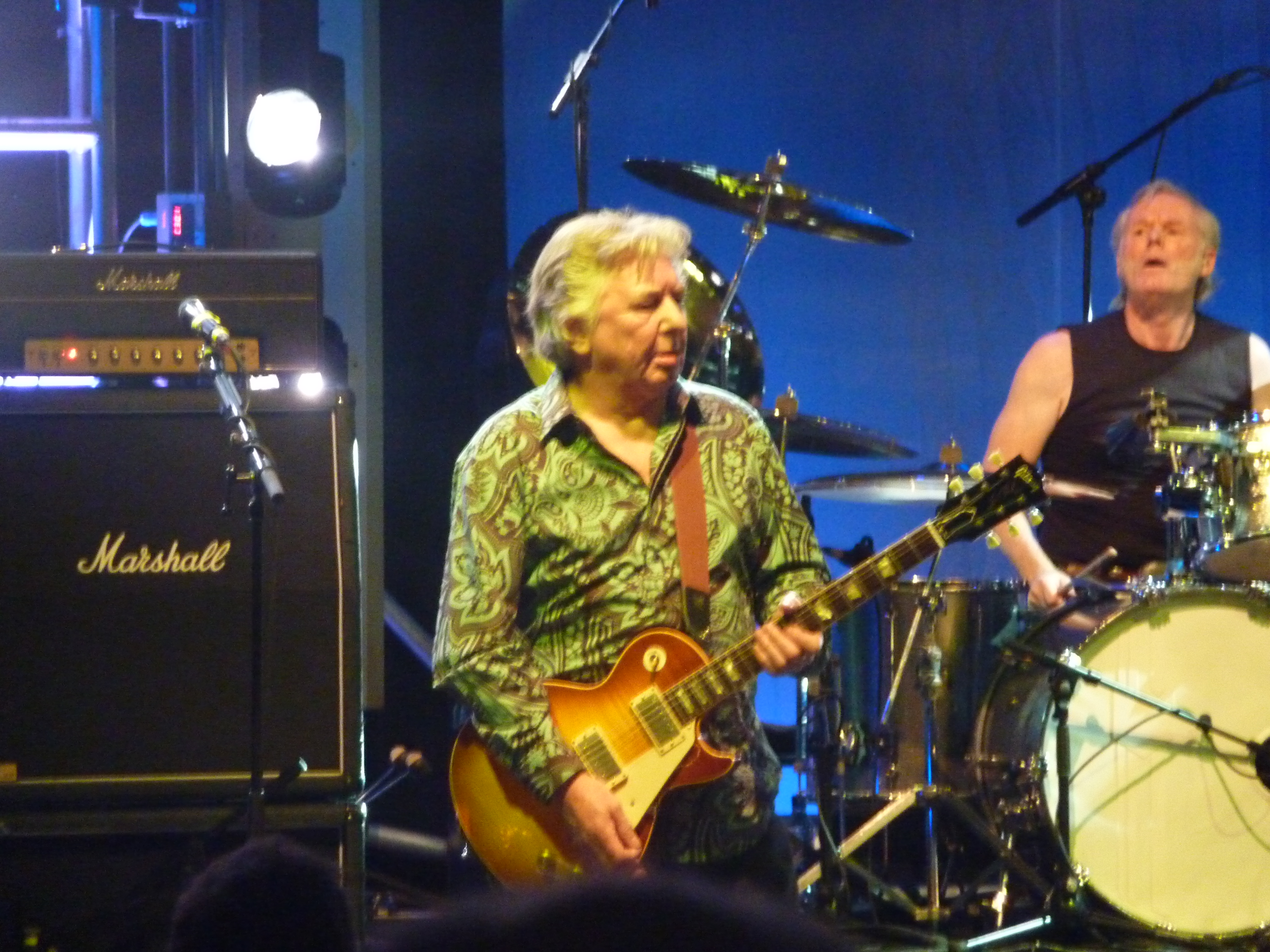
Mick Ralphs (2009)

Michael „Mick“ Geoffrey Ralphs (* 31. März 1944 in Stoke Lacy, Herefordshire; † 23. Juni 2025 in Henley-on-Thames, Oxfordshire) war ein britischer Gitarrist, Sänger und Songschreiber.

## Leben
Mick Ralphs wurde bekannt als Gitarrist und Gründungsmitglied der Rockband Mott the Hoople. 1973 überwarf sich Ralphs mit den anderen Bandmitgliedern und verließ sie, um mit Paul Rodgers die Band Bad Company zu gründen. Von dieser trennte er sich im Jahr 2000 ebenfalls, da ihm das Touren wegen seiner Flugangst keinen Spaß mehr machte. Er veröffentlichte auch einige Soloalben.
Im Jahr 2004 tat er sich erneut mit Ian Hunter, seinem ehemaligen Mott-Kollegen, zusammen, als er neben Andy York die zweite Leadgitarre auf Hunters Tour durch Großbritannien spielte.
Im Oktober 2016 hatte Ralphs nach einem Konzert in der Londoner O2-Arena einen Schlaganfall und musste sich erneut von Bad Company zurückziehen. Sein Ex-Bandkollege Simon Kirke berichtete 2019, dass Ralphs in einem Pflegeheim in England wohne. Im Juni 2025 starb Ralphs mit 81 Jahren.

## Diskografie (Solo)
- Take This (1998)
- It’s All Good (2001)
- That’s Life (2003)